# Motey-sur-Saône
Motey-sur-Saône korábbi község (település) Franciaországban, Haute-Saône megyében. 2019. január 1-jén Seveux községgel egyesült és Seveux-Motey új község része lett.
Lakosainak száma 30 fő (2016. január 1.). Motey-sur-Saône Savoyeux, Mercey-sur-Saône és Seveux községekkel határos.

## Népesség
A település népességének változása:
| Lakosok száma | 26   | 29   | 30   |
|               | 2013 | 2015 | 2016 |